# Zupo
Francisco Javier Equisoain Azanza, meglio noto come Zupo (Pamplona, 7 maggio 1962), è un ex pallamanista e allenatore di pallamano spagnolo.
Ha avuto due esperienze in Italia, allenando la nazionale tra il 2008 e il 2010, e l'Handball Sassari nel 2023-24, con cui ha vinto la Supercoppa italiana.

## Palmarès

### Trofei nazionali
- Liga ASOBAL: 2

2001-02, 2004-05
- Coppa del Re: 2

1998-99, 2000-01
- Supercoppa ASOBAL: 3

2001-02, 2002-03, 2004-05
- Campionato portoghese: 1

2016-17
- Supercoppa italiana (pallamano maschile): 1

2023

### Trofei internazionali
- Champions League: 1

2000-01
- Coppa delle Coppe: 2

1999-00, 2003-04
- Champions Trophy: 1

2000-01
- Challenge Cup: 1

2016-17